# Sturmgeschütz-Brigade 277
De Sturmgeschütz-Abteilung 277 / Sturmgeschütz-Brigade 277 / Heeres-Sturmgeschütz-Brigade 277 was tijdens de Tweede Wereldoorlog een Duitse Sturmgeschütz-eenheid van de Wehrmacht ter grootte van een afdeling, uitgerust met gemechaniseerd geschut. Deze eenheid was een zogenaamde Heerestruppe, d.w.z. niet direct toegewezen aan een divisie, maar ressorterend onder een hoger commando, zoals een legerkorps of leger.
Deze Sturmgeschütz-eenheid kwam in actie aan het oostfront gedurende zijn hele bestaan en eindigde in Oost-Pruisen.

## Krijgsgeschiedenis

### Sturmgeschütz-Abteilung 277
Sturmgeschütz-Abteilung 277 werd opgericht in Jüterbog op 21 juni 1943. Meteen werd de Abteilung overgebracht naar Oefenterrein Wischau bij Brno en dan naar Altengrabow. In oktober 1943 volgde een transport naar het oostfront. En werd daar op de oostelijke Dnjepr-oever bij Nikopol ingezet. Daarna volgden zware gevechten bij Zaporozje en Krivoj Rog. In december 1943 had de Abteilung zulke zware verliezen geleden, dat deze naar Odessa verplaatst werd.
Op 14 februari 1944 werd de Abteilung in Odessa omgedoopt in Sturmgeschütz-Brigade 277.

### Sturmgeschütz-Brigade 277
Zonder Sturmgeschützen ging de brigade dan in maart 1944 terug naar Altengrabow voor herbouw. Op 10 juni 1944 werd de brigade daar omgedoopt in Heeres-Sturmgeschütz-Brigade 277.

### Heeres-Sturmgeschütz-Brigade 277
Ook nu betekende de omdoping geen organisatorische verandering, de samenstelling bleef opnieuw gelijk. In juli ging het dan opnieuw naar het oostfront, nu naar Lepel, tussen Vitebsk en Minsk. Vanuit hier volgden zware terugtocht gevechten naar de Oost-Pruisische grens.
Na het begin van het Sovjet winteroffensief op 12 januari 1945 werd de brigade al snel in de Heiligenbeil pocket geduwd. Eind februari 1945 nam de brigade nog deel aan een uitbraakpoging van Braunsberg naar Elbing, maar dat mislukt en de brigade werd daar de facto vernietigd. De schamele resten werd op de Koerse Schoorwal (Duits: Kurische Nehrung) nog als infanterie ingezet

### Einde
De Heeres-Sturmgeschütz-Brigade 277  kwam aan zijn einde op de Kurische Nehrung in april 1945.

## Samenstelling
- Staf
- 1e Batterij
- 2e Batterij
- 3e Batterij

## Commandanten
| Rang      | Naam            | Begin           | Eind       |
| --------- | --------------- | --------------- | ---------- |
| Hauptmann | Bernhard Flachs | 27 juni 1943    | april 1944 |
| Hauptmann | Wolfgang Ernst  | april 1944      | 1944       |
| Hauptmann | Raeke           | 1944            | 1944       |
| Major     | Johannes Stier  | 20 januari 1945 | 1945       |